# Charles Reed (homme politique britannique)
Pour les articles homonymes, voir Charles Reed et Reed.
Charles Reed, né en 1819, et mort en 1881, est un homme politique britannique.